# 大成火災海上保險
大成火災海上保險株式會社（日语：／ Taisei Kasai kaijō hoken */?），簡稱大成火保，是第一家以臺灣為基地的產物保險公司，1920年由李延禧、益子逞輔發起成立，登記設立資本額為500萬日圓，實收資本額為125萬日圓。大成火保總部設於臺北市表町2丁目11番地，成立目的是在大日本帝國南進政策下，以臺灣為根據地開拓中國南方及東南亞保險市場。二戰結束後，該公司在臺資產由臺灣產物保險接收；日本分公司則使用原名繼續營運，直到2002年併入日本損害保險為止。:44

## 設立

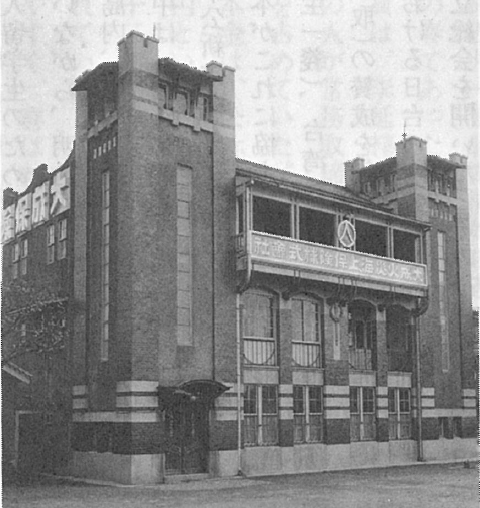
大成火災於北門町社址

日本在第一次世界大戰期間，透過戰爭帶動國內產業，使經濟蓬勃發展；為了替國內產業開拓市場，日本政府將目標投向「南洋」地區（今日的東南亞）。於是，在臺灣總督安東貞美、明石元二郎推動下，臺灣進入「大正南進期」。臺灣總督府及臺灣銀行鼓勵以「臺資為主，日人指導」的集資模式，邀集日本、臺灣資本家共組企業，開拓南洋地區與中國南方市場。大成火災海上保險就是在這個背景下成立的公司。
1920年，大成火災海上保險在日本金融家益子逞輔奔走下成立，受到李春生家族第三代李延禧大力支持。李延禧是美國哥倫比亞大學商學院畢業的社會菁英，除了提供益子逞輔創業基金，還說服他父親李景盛出任大成火保首任董事長。在李氏家族鼓勵下，眾多臺灣資本家也紛紛加入投資，板橋林家、霧峰林家、高雄陳家、鹿港辜家和基隆顏家等臺灣望族更推派子弟出任大成火保董事、監察人等職務。:51-52

## 經營

霧峰林家曾是大成火保的重要股東之一，圖為霧峰林家當時的族長林獻堂。

1920年4月1日，臺灣總督府商工課准許大成火保銷售火災保險契約，大成火保正式開業，最初社址位於大稻埕。開業初期，大成火保迅速掌握臺灣公部門建築物的火災保險業務，業績因此大幅成長。1921年結算時，大成火保業績已超越所有同業，包括那些在臺灣設有分公司的日本火災保險企業；在1926年至1929年間，大成火保的火災保單更有著20%的市佔率，可說是當時臺灣產物保險領域的龍頭公司。:52
大成火保的業績能如此迅速地發展，主要歸功於臺灣股東的人脈網絡。大成火保在全臺各地都有保險經紀公司（代理店）協助銷售保單；這些保經公司多半是由地方望族經營，擁有龐大細密的地方人際網絡，藉由中介地方人士購買大成火保的保單收取仲介費用營利。:52-53例如霧峰林家的林獻堂擔任「大東信託株式會社」董事長時，便曾受大成火保請託，媒介霧峰庄長林夔龍與該公司談生意，使雙方談成霧峰庄役場與吳厝國民學校校舍的火災保險契約。
在海外市場方面，大成火保雖是在南進政策下成立的公司；但比起南洋地區，股東卻更渴望打進廣大的日本火災保險市場。透過常務董事益子逞輔積極斡旋，日本農商務省於1922年2月17日核准大成火保在東京設立分公司，同年5月1日正式開業。有別於臺灣總公司剛開業便迅速成長，日本分公司要等到1923年關東大地震後，業績才顯著提升。:57
關東大地震雖導致許多火災事故，但日本火災保險公司依法毋須理賠受災保戶的損失，因為相關損失金額足足是當時所有日本火災保險公司總資產的10倍。而大成火保卻率先以保險金額的1成作為慰問金，發放給受災保戶，一舉打響企業知名度。到了1924年8月，大成火保日本分公司的有效契約金額已超過1億日圓；除了社會知名度帶來的收益，大成火保因為沒有加入同業公會，得以採用較實際的風險評估方法，使其損失遠低於其它同業，業績收益也就顯著提升。:57-60

## 終戰之後
第二次世界大戰結束後，臺灣省行政長官公署委託大成火災海上保險株式會社接收在臺日資火災保險公司資產，以此為基礎成立「臺灣產物保險」。大成火保臺灣總公司與其它日資保險公司在臺業務正式結業。至於大成火保在日本的公司法人，則於1950年以原名重新辦理公司登記，由日本第一銀行與朝日生命保險共同出資成立，獨立營運至2002年併入日本損害保險為止，為今日損害保險日本興亞的前身之一。